# 레미 가이야르

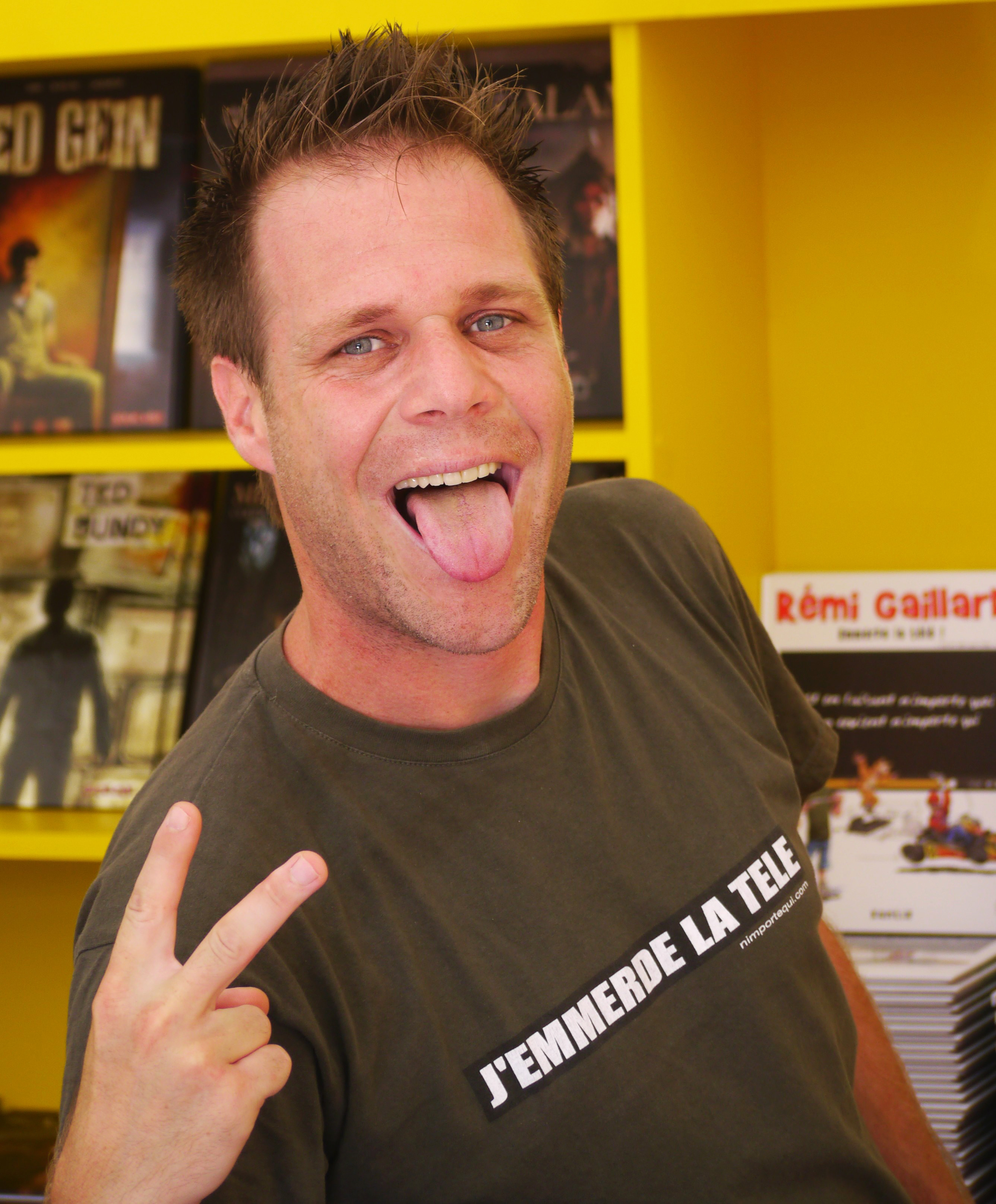
레미 가이야르

레미 가이야르(프랑스어: Rémi Gaillard, 1975년 2월 7일 ~ )은 프랑스의 유튜버이다.

## 내력
공공 장소에서 과격한 퍼포먼스를 하는 것으로 알려져 있으며, 거리에서 올림픽 경기와 도로에서 마리오 카트의 흉내를 하거나 축구공을 경찰 차량과 공군의 시설에 차는 등의 장난스러운 행위를 동영상 공유 사이트에 공개하고 있다. 전직 프로 축구 선수였지만 경기 출전 없이 그대로 현역 은퇴하였다. 스포츠 공식 경기에 난입하는 것으로도 유명하며, 2002년 5월에 축구 클럽 FC 로리앙이 쿠프 드 프랑스 결승전에서 승리했을 때 선수인 척하며 인터뷰까지 하였다. 또한 같은 해 7월 배구 대회에서 프랑스 대표 선수에 섞여서 국가를 제창한 모습이 유로 스포츠에서 생중계되었다. 그 외에도 테니스 경기와 보디 빌딩 대회 등에도 난입하였다. 1999년에 친구와 장난을 시작하였고 2001년에 공식 웹사이트를 개설하였다.